# Leonardo da Silva Souza
Leonardo da Silva Souza, más conocido como Leonardo (Andirá, Brasil, 18 de marzo de 1992), es un exfutbolista brasileño.  

## Clubes
| Club                  | País           | Año         |
| --------------------- | -------------- | ----------- |
| Matsubara             | Brasil         | 2011 - 2012 |
| Beerschot U19         | Bélgica        | 2012 - 2013 |
| Enosis Neon Paralimni | Chipre         | 2012 - 2013 |
| Metalurg Donetsk      | Ucrania        | 2013 - 2014 |
| Qäbälä                | Azerbaiyán     | 2014 - 2015 |
| Anzhí Majachkalá      | Rusia          | 2015 - 2016 |
| Partizán de Belgrado  | Serbia         | 2017 - 2018 |
| Al-Ahli               | Arabia Saudita | 2018 - 2019 |
| Al-Wahda              | EAU            | 2019 - 2020 |
| Shabab Al-Ahli Club   | EAU            | 2020 - 2021 |
| Maringá               | Brasil         | 2022 - 2023 |
| Cianorte              | Brasil         | 2023 - 2024 |
| Balzan FC             | Malta          | 2023 - 2024 |

## Carrera

### Primeros años
Originario de Paraná, Leonardo comenzó su carrera en el club local Matsubara. Posteriormente se trasladó a Bélgica, donde se unió al equipo juvenil del Beerschot. En abril de 2012 se anunció que Leonardo había firmado un contrato por tres años con el club ucraniano Tavriya Simferopol, con vigencia a partir del 1 de julio de 2012. Sin embargo, pocos meses después se incorporó al Enosis Neon Paralimni de Chipre. Tras destacar con buenas actuaciones en el fútbol chipriota, Leonardo regresó a Ucrania en enero de 2013 y firmó un contrato por tres temporadas con el Metalurg Donetsk. No obstante, debido a que los derechos del jugador eran parcialmente propiedad de su agente, Dmitry Selyuk, el club chipriota no recibió ninguna tarifa de transferencia.

### Qäbälä
El 13 de julio de 2013, Leonardo se incorporó al club azerbaiyano Qäbälä con un contrato por una temporada, debutando el 2 de agosto de 2013 en la victoria por 2‑1 como visitante frente al FK Baku. Anotó su primer gol (de penalti) en su segundo partido, contribuyendo al triunfo 3‑2 ante Inter Baku.
Durante la campaña 2013-14, anotó siete goles en 31 partidos. Ese mismo año, el equipo alcanzó la final de la Copa de Azerbaiyán, donde finalizó como subcampeón tras perder en la ronda de penaltis frente al Neftçi, luego de un empate 1-1 en el tiempo reglamentario.

### Anzhí Majachkalá
El 10 de agosto de 2014, Leonardo firmó un contrato de dos años con el club ruso Anzhí Makhachkalá. Debutó con un gol competitivo en su cumpleaños nº23, anotando en el minuto 84 durante una victoria por 5‑1 contra el Yenisey Krasnoyarsk.
El 10 de mayo de 2015 volvió a destacar con un doblete ganando 3‑1 frente al Tiumén. En su temporada de debut consiguió un total de siete goles en liga, contribuyendo a que el equipo lograra el ascenso directo a la Liga Premier de Rusia, finalizando segundo en la Liga Nacional de Fútbol de Rusia. 
Ya en la máxima categoría, el 22 de agosto de 2015 anotó su primer gol en la Liga Premier rusa, ejecutando un penal en el empate 1‑1 ante el Ural Ekaterimburgo
.
En enero de 2016, Leonardo da Silva Souza no se presentó a la concentración del Anzhi en Abu Dabi ni a la posterior concentración en Marbella a finales del mismo mes. Había sido sancionado disciplinariamente en ocasiones anteriores, pero debido a un incumplimiento reiterado y sin causa justificada de sus obligaciones laborales, además de la violación grave de una ausencia injustificada de más de cuatro horas consecutivas durante la jornada laboral en enero y febrero de 2016, el 25 de febrero de 2016 el club decidió rescindir su contrato conforme al Código Laboral de la Federación Rusa y el propio contrato laboral del futbolista.

### Partizán de Belgrado
En junio de 2016 se anunció que Leonardo había llegado a un acuerdo para unirse al club serbio Partizán con un contrato por tres temporadas. Fue presentado oficialmente dos semanas después y se le asignó el dorsal número 42.
Debutó el 24 de julio de 2016, saliendo del banquillo para reemplazar a Miroslav Radović en la segunda mitad estando 0-0 frente al Bačka
. Anotó su primer gol con el Partizán el 20 de agosto de 2016, poco después de sustituir a Saša Ilić en una derrota por 1‑2 como visitante ante el Spartak Subotica
. Siete días más tarde, marcó de tiro libre directo en la victoria 4‑0 en casa frente al Rad
.
El 17 de septiembre de 2016, Leonardo anotó el gol de la victoria en el minuto 89 en el derbi de Belgrado, sellando un triunfo 1‑0 ante el Estrella Roja. Posteriormente mantuvo una racha goleadora durante los siguientes cuatro partidos.
Antes de finalizar el año, sumó seis goles más en liga, entre ellos dos dobletes en casa frente al Napredak Kruševac (3‑2) en noviembre y al Spartak Subotica (2‑0) en diciembre.
El 18 de abril de 2017, Leonardo volvió a ser decisivo en el derbi de Belgrado al marcar dos goles en la victoria 3‑1 como visitante. Finalizó la temporada consiguiendo el doblete nacional (liga y copa) con el Partizán, siendo una de las figuras clave del equipo. Gracias a su regularidad y rendimiento, fue incluido en el once ideal de la SuperLiga serbia.
El 11 de julio de 2017, marcó su primer gol en competiciones europeas, contribuyendo a la victoria 2‑0 ante el Budućnost Podgorica en la ida de la segunda ronda clasificatoria de la Liga de Campeones de la UEFA.
El 3 de agosto de 2017, Leonardo fue traspasado al club saudí Al-Ahli por 4 millones de euros, firmando un contrato por dos temporadas con opción a renovar por otras dos adicionales.

### Al Wahda
En agosto de 2018, Leonardo firmó un contrato de dos temporadas con el Al Wahda de Emiratos Árabes Unidos en un traspaso libre.
Destacando el 22 de abril de 2019 en la Liga de Campeones de la AFC, anotó los cuatro goles en la victoria 4–3 frente al Al Rayyan en la cuarta jornada del Grupo B. Con estos cuatro tantos ayudó al equipo a recuperarse tras ir perdiendo 1–3 y situarse líder del grupo con 9 puntos.
Con 9 goles en la fase de grupos se convirtió en el segundo máximo goleador del torneo, quedando por detrás de Bafétimbi Gomis.

### Shabab Al-Ahli
El 31 de agosto de 2019, Leonardo se incorporó al Shabab Al‑Ahli de Dubái en calidad de agente libre. Formó parte de la plantilla que ganaría la Supercopa de los EAU en septiembre de 2019.

## Vida personal
En enero de 2016, durante unas vacaciones en su país natal, causó un accidente de tráfico al conducir un BMW X3 bajo los efectos del alcohol, causando la muerte de una mujer y dejando heridas a dos niñas, huyendo inmediatamente del lugar.
Su hermano Alan también es futbolista.

## Títulos
Partizán de Belgrado
- Superliga Serbia 2016 - 2017
- Copa de Serbia 2016 - 2017
- Máximo goleador de la Superliga Serbia 2016 -2017 [17]

Al-Wahda
- Supercopa de los Emiratos Árabes Unidos 2018 - 2019